# Nai Garhi
Nai Garhi (o Naigarhi, Niagurhi) è una suddivisione dell'India, classificata come nagar panchayat, di 8.767 abitanti, situata nel distretto di Rewa, nello stato federato del Madhya Pradesh. In base al numero di abitanti la città rientra nella classe V (da 5.000 a 9.999 persone).

## Geografia fisica
La città è situata a 24° 46' 60 N e 81° 46' 60 E e ha un'altitudine di 292 m s.l.m..

## Società

### Evoluzione demografica
Al censimento del 2001 la popolazione di Nai Garhi assommava a 8.767 persone, delle quali 4.459 maschi e 4.308 femmine. I bambini di età inferiore o uguale ai sei anni assommavano a 1.650, dei quali 856 maschi e 794 femmine. Infine, coloro che erano in grado di saper almeno leggere e scrivere erano 4.355, dei quali 2.808 maschi e 1.547 femmine.